# Rádio da Universidade
Rádio UFRGS AM, mais conhecida como Rádio da Universidade ou Universidade AM, é uma estação de rádio brasileira com sede em Porto Alegre. Pertence à Universidade Federal do Rio Grande do Sul e opera no dial AM, na frequência 1080 kHz. É especializada em música clássica e erudita, mas também oferece outros gêneros, além de programas jornalísticos e culturais. Seu estúdio se localiza no Campus Central da UFRGS, no Centro Histórico de Porto Alegre, e seus transmissores estão no município de Eldorado do Sul. É a primeira estação de rádio universitária do Brasil.

## História

### Primeiros anos
A Rádio da Universidade foi idealizada em 1948 por Antônio Alberto Goetze, professor de Eletrotécnica da Escola de Engenharia, com um objetivo científico e didático, o de realizar estudos práticos sobre irradiação e construção de transmissores. Ele fez a proposta em 1949 ao reitor Alexandre Martins da Rosa, obtendo sua aprovação, mas para criar uma rádio seria necessária também uma autorização do Governo Federal. Em abril de 1950 foi endereçado ofício ao ministro da Viação e Obras Públicas, general João Valdetaro de Amorim e Mello, solicitando autorização para a criação de uma estação de radiodifusão destinada a "divulgar solenidades, festividades, cursos e programas que por sua natureza interessem à cultura geral e especial".

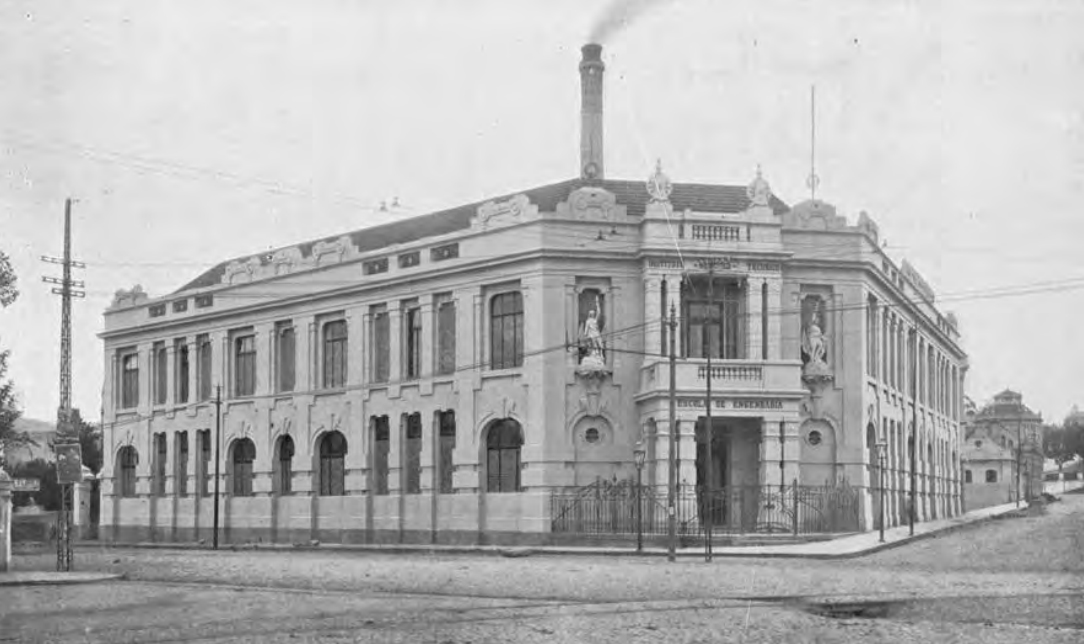
O Instituto Eletrotécnico, a primeira sede da Rádio

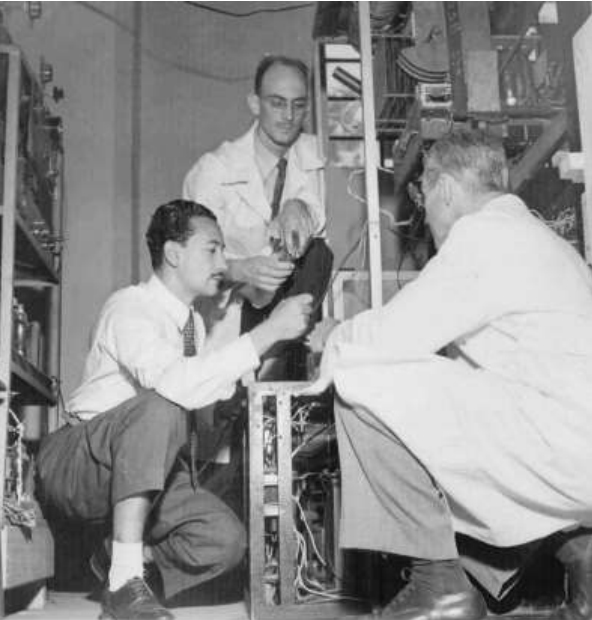
Eddy Pederneiras, Paulo Petry e Antônio Alberto Goetze instalando os equipamentos

A concessão foi aprovada em 1 de julho de 1950 pela Portaria nº 618 do Ministério, e a emissora foi vinculada ao Gabinete da Reitoria, sendo inaugurada simbolicamente em janeiro de 1951. A partir de então Goetze começou a trabalhar para instalar os equipamentos num espaço do Instituto Eletrotécnico da Escola de Engenharia, contando com a colaboração do engenheiro Eddy Pederneiras, seu assistente na disciplina de Eletrotécnica.
O primeiro transmissor era um velho Marconi TYPO TPLA, que pertencera à Polícia Civil e fora doado pelo Governo do Estado, com uma potência de 500 Watts, operando em ondas curtas de 3.945 kHz. Sua antena foi instalada no topo do Instituto Eletrotécnico. Foi a primeira estação de rádio educativa a ser operada por uma universidade no Brasil.
Inicialmente, foi autorizada a transmitir apenas programas educativos, sobre atividades da Universidade, aulas, palestras, além de informações do Observatório Astronômico. Não podia transmitir programação musical ou recreativa, mas logo começou a pleitear essa autorização e a concessão de um canal em amplitude modulada (AM).
O início das operações foi difícil. Seu sinal era pouco potente, era difícil encontrar peças para os equipamentos, e havia pouca gente para as operações, mas em 1952 já tinha locutores contratados por concurso, e já possuía estrutura para fazer transmissões a partir de outros pontos da UFRGS, como a Sala Magna da Universidade, o Salão Nobre da Faculdade de Medicina, os Anfiteatros dos Cursos de Física e Matemática e a Biblioteca da Escola de Engenharia. Ainda em 1952 agregou em seu quadro o compositor Armando Albuquerque, que começou a organizar uma discoteca e uma programação musical, embora ainda não tivesse recebido autorização do governo para isso. As transmissões eram diárias e tinham duração total de quatro horas e 30 minutos, divididas em blocos descontínuos, e incluíam boletim meteorológico, hora certa, noticiário escolar, palestras, conferências e música. A parte musical incluía obras de compositores como Heitor Villa-Lobos, Johann Sebastian Bach, Ludwig van Beethoven, Paul Hindemith e Serguei Prokofiev.

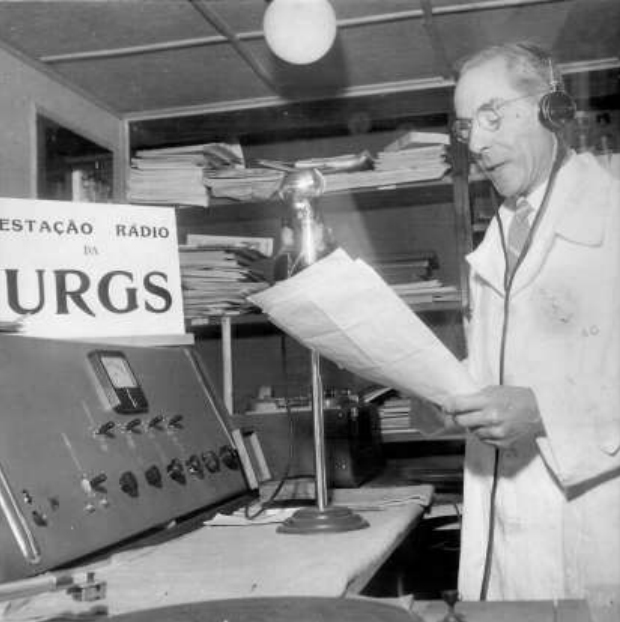
Antônio Alberto Goetze fazendo a locução de um programa em 1952

Em 1953 a emissora ganhou um novo transmissor de 2 kW, ainda em ondas curtas, e em agosto elaborou seu Regimento Interno, instalou um Conselho Diretor e se organizou nos departamentos Administrativo, Artístico e Técnico. A Rádio foi muito bem recebida pela imprensa e pelo público. No entanto, em 21 de dezembro foi retirada do ar, pois a fiscalização do Ministério constatara a transmissão ilegal de música. Em ofício ao ministro, o reitor Eliseu Paglioli lamentou a decisão, mas acatou-a, e acrescentou que já havia posto em movimento o processo para legalizar suas atividades musicais, pretendendo atender às exigências do Governo. Contudo, a suspensão repercutiu negativamente na imprensa, sendo considerada arbitrária, violenta e um "atentado contra a cultura".
Em 20 de janeiro de 1954, reunindo-se com o presidente Getúlio Vargas, o reitor Paglioli formalizou o pedido de concessão de um canal AM, e em março de 1954 o presidente ratificou o parecer favorável da Comissão Técnica de Rádio, autorizando a operação na frequência 1.080 kHz. Mas o trabalho ainda não estava completo, pois seria ainda preciso fazer uma consulta a países vizinhos sobre possíveis interferências desta frequência. Também foi criado um impasse sobre o local de instalação do transmissor e sobre a concessão de um link em FM para fazer a comunicação entre ele e a estação. Por fim a parte técnica foi resolvida, mas a concessão não foi finalizada pelo Governo.

### Reinauguração
Depois de outras negociações, a outorga finalmente foi dada em 28 de maio de 1956 pelo Decreto nº 39.260, e publicada no Diário Oficial em 7 de junho de 1956. Em agosto o Governo do Estado cedeu terrenos na Ilha do Chico Inglês para a instalação dos seus dois transmissores, um de 2 kW e outro de 500 W; começaram as aquisições de outros equipamentos, e as primeiras transmissões experimentais começaram do dia 15. A emissora voltou ao ar oficialmente às 20 horas do dia 18 de novembro de 1957, sob o prefixo ZYU-67 e uma potência de 10 kW. A data se fixou como o marco fundador do veículo. Tinha então Goetze como Diretor Geral, Walter Ries na Direção Técnica, José Carlos Cavalheiro Lima na Direção Artística, Herculano Coelho na Direção Administrativa, Lauro Hagemann na Direção de Jornalismo, mais uma equipe de redatores, locutores, técnicos e outros colaboradores. A primeira transmissão foi da suíte Descobrimento do Brasil, do compositor brasileiro Villa-Lobos, com apresentação do locutor Luiz Carlos Vergara Marques. Vários jornais destacaram seu pioneirismo como a primeira emissora universitária do Brasil.
Em apenas seis meses de atividade a Rádio já desenvolvia uma intensa programação, ia construindo sua reputação, consolidando sua filosofia de ser um veículo dedicado à música, à cultura, ao conhecimento e à informação de qualidade, e já se faziam planos para ampliar sua potência e diversificar ainda mais a grade semanal. Em 1958, entre os programas regulares, estão Música Não Tem Mistério, com audições comentadas didáticas, Este Mundo, Vasto Mundo, de educação em ciência; Aspectos do Rio Grande, enfocando a história e a sociedade gaúcha; Quadros de uma Exposição, com comentários sobre artes plásticas; Debates e Entrevistas, com a transmissão de conferências, entrevistas e debates com professores, cientistas e educadores; Intérpretes Brasileiros, apresentando novos músicos; Mestres da Música Alemã, que se tornou um dos seus programas mais populares, e outros, além de manter intercâmbios com a Rádio MEC e a BBC.

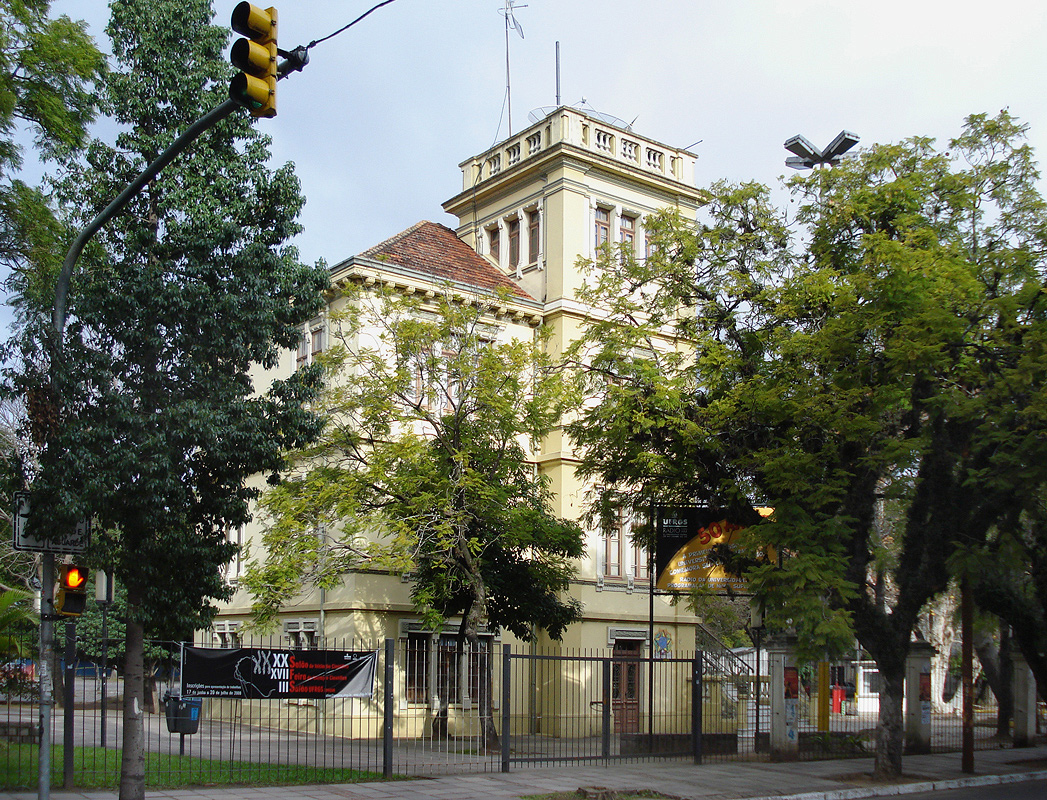
A sede atual no Campus Central

Em 1959, já sob a Direção Geral do jornalista Nilo Ruschel, vão adiantados os planos para a mudança da sede dos estúdios, e no início de 1960 eles foram transferidos para um outro prédio no Campus Central, onde antes havia funcionado o Departamento de Meteorologia da Escola de Engenharia, localizado na rua Sarmento Leite, nº 426, e inaugurado em 7 de março de 1960.
A concentração na música erudita permanecia como o eixo principal de trabalho da Rádio, criando para si um nicho e uma identidade específicos em meio à concorrência das rádios comerciais, só interessadas em música popular, mas sua vocação era entendida de maneira mais abrangente, considerando-se que seria também importante torná-la um laboratório para os estudantes e professores do Jornalismo e outros cursos da UFRGS, que poderiam por sua vez colaborar na melhoria dos serviços da própria Rádio com seus conhecimentos acadêmicos. Assim, entram na grade regular o Programa do Centro de Estudantes Universitários de Engenharia, o Programa do Centro Acadêmico André da Rocha, e o Programa Centro Regional de Pesquisas Educacionais.
Com a imposição da ditadura militar em 1 de março de 1964, a Rádio foi requisitada pelos militares, mas foi invadida por alunos contrários ao golpe e foi fechada. O cenário político e cultural mudava de figura, passando a vigorar a censura aos meios de comunicação, e a Rádio ficava proibida de tocar em temas políticos e religiosos e devia apresentar sua programação previamente para o censor aprovar. Muitos professores da UFRGS passam a ser perseguidos por suas posições democráticas, entre eles Lauro Hagemann. Ao mesmo tempo, o governo militar reestruturou os setores da Rádio, e passou a envolvê-la em seus projetos de radioeducação, instalando em 1967 em suas dependências a Fundação Educacional Padre Landell de Moura, o que causou tensão e disputas entre os funcionários e uma mudança completa na diretoria da Rádio. Em julho de 1968 assumia a Direção Geral a primeira mulher, Vacília Derenji, que já era parte da equipe desde 1962. Sob sua direção a Rádio ampliou significativamente seu horário de transmissão, introduziu novos programas, como cursos de línguas, programas sobre literatura, diversificou sua carta musical com óperas completas, jazz, música popular, musicais da Broadway, trilhas sonoras de filmes, buscando ampliar sua audiência.
Em 1970 foi posta sob o controle do recém-criado Centro de Teledifusão Educativa, um órgão da Pró-Reitoria de Extensão, e teve sua estrutura reformulada por um novo Regimento Interno. Entre as mudanças mais importantes estavam a criação dos setores de Cursos e Radioteatro. A programação continuava sendo ampliada e diversificada, se intensificavam a participação das faculdades na criação de programas temáticos, e a transmissão de programas produzidos por emissoras estrangeiras, como A Música Contemporânea e Cidades Esquecidas, da Deutsche Welle, Música Ligeira dos Países Baixos, da Rádio Nederland, Mestres da Música Francesa e Notícias de Paris da ORTF, e Cartaz de Londres e O Mundo das Artes, da BBC.
Em 10 de abril de 1975, foi autorizada pelo Ministério das Comunicações a operar com uma potência de 10 kW, incluída no novo Plano Básico de Ondas Médias, recebendo também a promessa de um subsídio de 700 mil cruzeiros para a aquisição dos novos transmissores e implantação do projeto, e um terreno na cidade de Eldorado do Sul para a instalação dos transmissores. Em contrapartida, a emissora passaria a retransmitir programas produzidos pelo Programa Nacional de Tele-Educação. A verba prometida pelo Governo nunca foi enviada, e a universidade teve de arcar com um investimento de 2 milhões de cruzeiros. Em 21 de maio de 1979 iniciou as transmissões experimentais com 10 kW, passando a atingir uma área com raio de 200 a 300 km.
A falta de verbas suficientes para suas atividades seria um problema recorrente, e na década de 1980 entrou em uma grande crise financeira. Problemas de qualidade do sinal começaram a gerar queixas dos ouvintes em 1982, a potência caiu para 1 kW devido à falta de verba para substituição de peças dos equipamentos, e os transmissores frequentemente desligavam por cortes na energia em Eldorado, sendo necessário providenciar um gerador próprio, orçado em 15 milhões de cruzeiros, um valor fora de alcance naquele momento. Uma reportagem do Correio do Povo em 1987 assinalou a condição de precariedade da Rádio, e em 1989 chegou a passar uma semana fora do ar. Com a redemocratização do país, a emissora fez a cobertura das eleições municipais de 1988 e em 1989 foi ao ar o programa Vota Brasil, com professores da UFRGS comentando a conjuntura das eleições para presidente da República. Embora a música continuasse a ser o carro-chefe da emissora, nesta época cerca de metade da sua programação era dedicada a outros temas.
Na década de 1990 começou sua recuperação e modernização. Em julho de 1990, a Rádio da Universidade se tornou a primeira emissora AM da cidade a usar CDs na programação musical. Ao mesmo tempo foram adquiridos novos equipamentos, incluindo um novo transmissor com modulação digital e outro híbrido para possibilitar a transmissão de entrevistas por telefone, e iniciou o restauro do prédio histórico, aproveitando-se para readequar seus estúdios. Solenidades marcaram a inauguração dos novos equipamentos em 12 de dezembro de 1991 e do restauro em 15 de agosto de 2002. A Rádio fez pesquisas de opinião para conhecer melhor seu público e muitos programas novos foram introduzidos, como o Universidade é Notícia, com a programação interna da UFRGS, o Universidade Aberta, com debates sobre atualidades, Via Brasil, sobre economia, Latinidade, enfocando assuntos ibero-americanos, Folhetim, para divulgar o lançamentos de livros, e Ciência em Dia, de educação científica. Em 1995 começou a digitalizar o seu acervo musical e, em novembro do mesmo ano, começou a transmitir 24 horas por dia. Em setembro de 1997, a estação inaugurou o seu website, e em março do ano seguinte, a UFRGS AM se tornou uma das primeiras emissoras de rádio do Brasil e a primeira de Porto Alegre a transmitir a sua programação simultaneamente em streaming pela internet.

## Estrutura e programação
A Rádio está vinculada à Secretaria de Comunicação da UFRGS e se organiza nos setores Diretoria, Diretoria Técnica, Diretoria de Rádio, Departamento de Jornalismo, Departamento de Programação, Departamento de Administração, Departamento de Operações Técnicas-Estúdios, Departamento de Operações Técnicas-Transmissores, Locução. Tem dois estúdios, um usado para recitais, entrevistas, programas e locuções ao vivo, e outro para gravação e edição de programas.
Com a missão de "irradiar cultura, educação e entretenimento da melhor qualidade", a Rádio é especializada em música erudita, mas dedica significativa atenção também para outros gêneros, como MPB, pop internacional, jazz, regionalista, música latina, e outros. A programação contempla ainda noticiário interno da UFRGS, um pouco de notícias externas, agenda cultural, entrevistas, debates, programas sobre literatura, ciência, arte, educação e outros temas.
Segundo Sandra de Deus, "a política de dotar a rádio de um papel na extensão universitária tem como objetivo transmitir à comunidade em geral o conhecimento e a cultura produzidos nos meios acadêmicos". Também tem sido importante como um laboratório para estudantes de Jornalismo: "A concepção primeira é de que, por ser universitária, esta rádio deve ser laboratório, e por ser pública, deve retratar a pluralidade da sociedade em sua programação".

## O prédio histórico

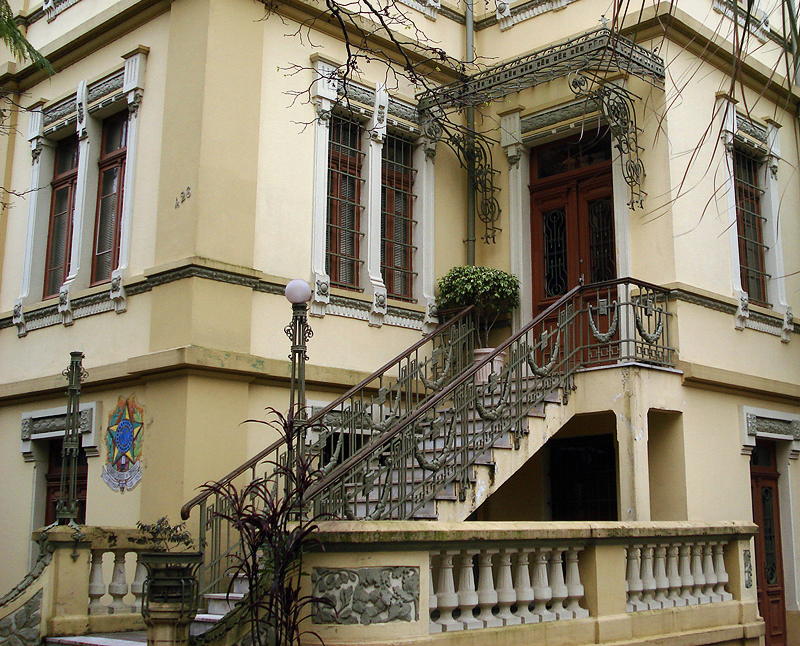
Detalhe da entrada do prédio histórico

O prédio que a Rádio da Universidade usa foi projetado em 1919 por Adolfo Stern e construído entre 1920 e 1921, para receber a Direção e a Seção de Meteorologia do Instituto Astronômico e Meteorológico da Escola de Engenharia. A partir de 1942, quando a Meteorologia foi transferida para outra sede, este prédio foi sendo lentamente desocupado. No fim da década de 1950 foi entregue para a Rádio, passou por uma reforma, e a Rádio ali reinaugurou suas atividades em 7 de março de 1960, com a presença do Ministro da Educação e Cultura, Clóvis Salgado. Com o tempo a estrutura decaiu, sendo necessário fazer reparos em 1989 e 1992. Em 1998 a Universidade lançou um grande projeto de restauro e requalificação dos seus edifícios históricos do Campus Central, entre os quais se inclui a sede da Rádio. As obras começaram em 2001 e a reabertura ocorreu em 15 de agosto de 2002. Esse grupo de edificações foi incluído pela Prefeitura no Inventário dos Bens Imóveis de Valor Histórico e Cultural e de Expressiva Tradição, e declarado Patrimônio Cultural do Estado pela Assembleia Legislativa.

## Prêmios e distinções
Em 1987, ao comemorar seus 30 anos de existência em AM, a Rádio recebeu homenagem da Câmara de Vereadores de Porto Alegre. A Câmara prestou outra homenagem à Rádio na comemoração dos seus 40 anos em 1997, em uma sessão especial, quando o vereador Lauro Hagemann, em nome das Bancadas, destacou o seu caráter cultural e educativo e o seu papel na sociedade.

### Prêmio Açorianos
| Ano  | Categoria       | Indicação             | Resultado |
| ---- | --------------- | --------------------- | --------- |
| 2007 | Honra ao Mérito | Rádio da Universidade | Venceu    |